# Wuppermann
Wuppermann AG med hovedkvarter i Leverkusen er en tysk stålvareproducent. De fremstiller fladprodukter, rør og diverse stålprodukter. Virksomheden er grundlagt af Theodor Wuppermann i 1872 i Düsseldorf.